# بام روزنتال
بام روزنتال (بالإنجليزية: Pam Rosenthal)‏ (1950)؛ روائية أمريكية.